# Andreas Schönberger
Andreas Schönberger (* 1885 in Neukolonie bei Seelmann, Wolga-Gebiet, Russisches Kaiserreich; † 6. April 1937 in Karaganda, Sowjetunion) war ein russlanddeutscher römisch-katholischer Geistlicher und Märtyrer.

## Leben
Andreas Schönberger wuchs im Bistum Tiraspol auf. Er studierte Theologie im Priesterseminar Saratow und wurde 1907 zum Priester geweiht. Die Stationen seines Wirkens waren: Rothammel, 1915 Hildmann/Panowka, Gusarowo, 1917 Semjenowka, 1928 Seelmann. Am 10. Mai 1930 wurde er in Pokrowskoje (Rostow) verhaftet und kam über das Gefängnis Saratow am 16. August in das Moskauer Butyrka-Gefängnis. Dort wurde er am 20. April 1931 zum Tode verurteilt und nach Umwandlung des Urteils in Gulag-Haft auf die Solowezki-Inseln deportiert. Zu einem unbekannten Zeitpunkt wurde er nach Kasachstan verbannt, dort erneut verhaftet, zum Tode verurteilt und im April 1937 in Karaganda erschossen.

## Gedenken
Die Römisch-katholische Kirche in Deutschland nahm Pfarrer Andreas Schönberger als Märtyrer in das deutsche Martyrologium des 20. Jahrhunderts auf.